# Vrienden (Guus Meeuwis)
Vrienden is een single van de Nederlandse zanger Guus Meeuwis uit 2012. Het stond in 2013 als vierde track op het album Het kan hier zo mooi zijn, waar het de eerste single van was.

## Achtergrond
Vrienden is geschreven door Guus Meeuwis, Jan Willem Rozenboom en Jan Willem Roy en geproduceerd door Guus Meeuwis, Erik Schurman en Jan-Willem Rozenboom. Het is een nederpoplied waarin de liedverteller zingt over vrienden, het hebben ervan en hoe je je dan moet gedragen. Het nummer is een ode van de zanger aan zijn fans. De zanger schreef het nummer voor zijn concertreeks Groots met een zachte G. De single was gratis te verkrijgen, als een cadeautje voor zijn fans. In 2021 nam de zanger het nummer opnieuw op met Tino Martin voor de opnamesessies van Martin met de titel Acoustic Casino Sessions.

## Hitnoteringen
Mede doordat de single gratis werd weggegeven en er dus geen verkoopcijfers werden vastgelegd, was het nummer geen groot succes. Het bereikte de Single Top 100 niet en er was ook geen hitnotering in de Top 40. De Tipparade van de Top 40 werd wel behaald, waar het kwam tot de zesde plaats.